# 立川志らら
立川 志らら（たてかわ しらら、1973年6月26日 - ）は落語立川流の落語家。本名、柴田 賢二（しばた けんじ）。

## 経歴
神奈川県横浜市出身。桐蔭学園高校卒業、専修大学中退。大正大学地域構想研究所客員研究員。
大学在学時は落語研究会に所属（前座・二ツ目名：松竹亭御偉山、真打名：三代目松竹亭かぐや姫）。立川談修の2年後輩に当たる。
1997年5月、立川志らくに入門、前座名「志らら」。2002年5月、立川談志の孫弟子として初めて二ツ目に昇進。
前座時代より高田文夫（落語立川流Bコース所属でもある）の預かり弟子として、真打昇進後も付き人をつとめている。ニッポン放送「高田文夫のラジオビバリー昼ズ」のトーク中に、高田をはじめ出演者から志ららの名前が出ることもある。
真打昇進は兄弟子の立川こしら、弟弟子の立川志ら乃（共に2011年11月発表）に先を越されたが、真打昇進トライアルを経て、2015年10月1日付で真打昇進。
2015年9月23日、同時に真打昇進トライアルに挑戦した立川小談志・立川左平次・立川志ら玉・立川らく朝とともに合同真打昇進披露パーティーが明治記念館で催された。
2016年2月14日に単独の真打昇進披露パーティーが開かれ、3月27日に真打昇進披露興行が国立演芸場で催された。披露興行の出演者は、志らら、林家木久蔵（2代目）、高田文夫・松村邦洋（漫才）、柳家花緑、つつまつ（松本明子・筒井真理子／漫才）、立川志らく。
2021年5月、大正大学が地域活性化のため巣鴨地蔵通り商店街にオープンさせた「志學亭」の店長に就任、落語会を随時開催している。
2024年に一般社団法人となった落語立川流の事務方を務める。演芸情報誌「東京かわら版」2025年8月号の「一般社団法人 落語立川流の未来」では立川志の輔（代表）、立川志らく・立川談春（副代表）と共にインタビューに同席、誌面に掲載されている。

## 人物
- 桑田佳祐に憧れ、高校は桑田の出身校である鎌倉学園高校と桐蔭学園高校を受験。両方に合格して鎌倉学園に進学を希望したが周りに説得されて偏差値の高い桐蔭に入学した。なお、桑田の出身大学である青山学院大学受験は浪人して挑戦したが失敗している[12]。
- 『オールナイトニッポンR』出演が決まった際に、立川こしらと共に急遽、平成立川ボーイズを結成している。
- 前座時代より高田文夫（落語立川流Bコース所属でもある）の預かり弟子として、真打昇進後も付き人をつとめている[4]。ニッポン放送『高田文夫のラジオビバリー昼ズ』のトーク中に、高田をはじめ出演者から志ららの名前が出ることもある。
- 目がつぶらでかわいい。
- NHKの番組に少ししか出ていないのに、渋谷をかっこつけて歩いていたと2010年10月5日の『はんにゃのオールナイトニッポン』で語られている。
- 真打昇進トライアルの時、客席投票で一位になった『庖丁』を、師匠の志らくから「お前の『庖丁』は『子ほめ』みたいだな」と評される。
- 『高田文夫のラジオビバリー昼ズ』のアルバイトから清水ミチコのマネージャーになった女性と結婚。6年間付き合っていて、発表するまでラジオ番組のスタッフには誰にも気付かれなかった[13]。
- 野末陳平と親交が深く、2016年に立川らく次と共にらくごカフェでトークライブを行ったり[14]、2019年に野末が参議院議員選挙東京選挙区に出馬した時は選挙運動を夫婦でサポートしたりした[15][16]。
- 2023年現在、落語立川流発足以後に入門して真打に昇進した落語家の中で、唯一、公式ホームページや一般向けのSNSアカウントを持っていない[17]。

## 出演

### テレビ
- 第23回NHK新人演芸大賞落語部門（2008年）
- 第25回NHK新人演芸大賞落語部門（2010年）

### ラジオ
いずれもニッポン放送。
- 平成立川ボーイズのオールナイトニッポンR
- はんにゃのオールナイトニッポン
- 立川志ららのオールナイトニッポンGOLD（2015年10月9日）
- 看板娘ホッピー・ミーナの HOPPY HAPPY BAR
- DAYS（はぴねすくらぶラジオショッピング）

### WEB配信
- Hallo中堅 志らら×こしら（立川こしら伝統組チャンネル）（2020年6月6日～）- YouTube

### 舞台
- 〜ゼロイチファミリア×明治座〜 ゼロイチ亭落語の会（2025年3月23日、表参道グラウンド）-  指南役（落語指導）[18]